# Domna Komarova
Domna Komarova, född 1920, död 1994, var en rysk-sovjetisk politiker (kommunist).
Hon var socialminister 1966–1988. 